# Herb Witnicy
Herb Witnicy – jeden z symboli miasta Witnica i gminy Witnica w postaci herbu.

## Wygląd i symbolika
Herbem jest tarcza dwudzielna w słup. W polu prawym, złotym umieszczony jest pnący się na zielonej tyczce pęd chmielu, barwy zielonej, w polu lewym, srebrnym umieszczony jest mur z czerwonej cegły z trzema blankami.
Symbolika herbu nawiązuje do istniejącego w mieście browaru.